# Kerċem
Kerċem és un municipi de l'illa de Gozo, a Malta. Té una població de 1665 (cens de 2005) habitants i una superfície de 5,5 km². Està situat molt a prop de la capital de l'illa.